# Plessis-Saint-Jean
Plessis-Saint-Jean település Franciaországban, Yonne megyében. Lakosainak száma 218 fő (2022. január 1.). Plessis-Saint-Jean Villenauxe-la-Petite, La Chapelle-sur-Oreuse, Compigny, Michery, Pailly, Sergines és Thorigny-sur-Oreuse községekkel határos.

## Népesség
A település népességének változása:
| Lakosok száma | 217  | 219  | 224  | 216  | 209  | 205  | 209  | 213  | 218  |
|               | 2013 | 2015 | 2016 | 2017 | 2018 | 2019 | 2020 | 2021 | 2022 |